# Cuneiform Records
Cuneiform Records is een onafhankelijk platenlabel, opgericht in 1984 en gevestigd in Silver Spring in Maryland.
Het label brengt een aantal verschillende muzikale stijlen, waaronder progressieve jazz, moderne fusion, progressieve rock, muziek uit de Canterbury-scene en gerelateerde artiesten en elektronische muziek. Cuneiform brengt zowel nieuw als oud materiaal uit, onder meer van bands als Soft Machine, Univers Zero, Mujician en Happy The Man.

## Besproken albums
- Rune 256: Radio Massacre International: Rain Falls in Grey
- Rune 274/275: Birdsongs of the Mesozoic: Dawn of Cycads (eerste albums tezamen)
- Rune 288: Miriodor: Avanti!